# GTUBE
GTUBE (Generic Test for Unsolicited Bulk Email) е 68 символен тестов низ, използван за проверката на антиспам базирани програми и особено такива базирани на spamassassin.
Тестов низ:
```
XJS*C4JDBQADN1.NSBN3*2IDNEN*GTUBE-STANDARD-ANTI-UBE-TEST-EMAIL*C.34X
```